# رافاييل نادال في 2009

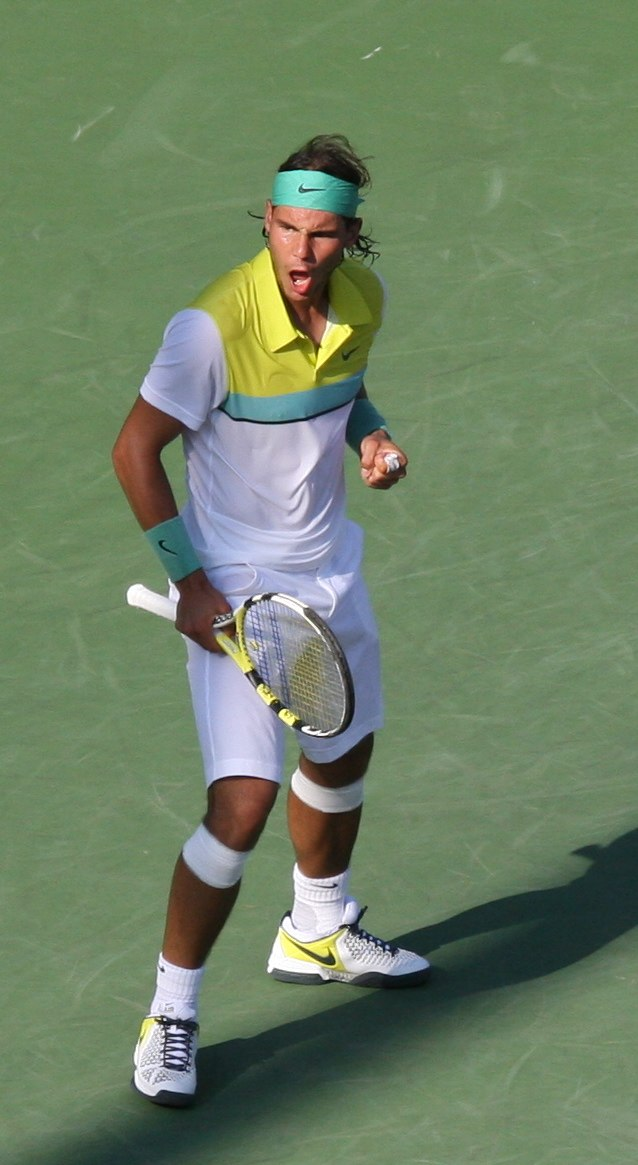

بدأ موسم رافاييل نادال لعام 2009 في تاريخ 5 يناير.

## أبو ظبي
بدأ نادال السنة بالمشاركة في بطولة كابيتالا العالمية للتنس الاستعراضية في أبوظبي, الإمارات, حيث وصل إلى المباراة النهائية وانهزم أمام البريطاني أندي موراي.

## الدوحة
كان أول حدث رسمي بجولة دوري التنس للمحترفين لنادال لهذه السنة هو بطولة قطر اكسون موبيل المفتوحة للتنس فئة 250 نقطة في الدوحة. حيث واجه نادال فابريس سانتورو في الدور الأول للمرة الأولى في مسيرته الاحترافية، حيث فاز نادال 6-0، 6-1 في 47 دقيقة. وبعد المباراة، حصل نادال على كأس بطل جولة دوري التنس المحترفين لعام 2008. وفي النهاية خسر نادال في الدور ربع النهائي أمام جايل مونفيس 6-4 و 6-4، حيث كانت أول خسارة له أمام المصنف رقم 13 خلال 4 مباريات. كما شارك نادال وفاز ببطولة الزوجي مع شريكه مارك لوبيز، بهزيمة الفريق الزوجي المصنف رقم 1 عالميا الكندي دانييل نيستور ونيناد زيمونيتش في المباراة النهائية. وكما لاحظ الإحصائي جريج شاركو، فهذه كانت المرة الأولى منذ عام 1990 أن المصنف العالمي -فردي- رقم 1 قد يلعب أمام المصنف العالمي -زوجي- رقم 1 في نهائي البطولة.

## أستراليا المفتوحة
في بطولة أستراليا المفتوحة، فاز نادال بمبارياته الخمس الأولى دون أن يخسر مجموعة واحدة، قبل أن يتغلب على مواطنه فرناندو فيرداسكو في الدور نصف النهائي 6-7 (4)، 6-4، 7-6 (2)، 6-7 (1)، 6 - 4 - في ثاني أطول مباراة في تاريخ بطولة أستراليا المفتوحة في 5 ساعات و 14 دقيقة. وقد أدى هذا الفوز للمباراة النهائية مع روجر فيدرير، أول لقاء لهم على بطولة جراند سلام على الملاعب الصلبة واللقاء التاسع عشر عموما. حيث قام نادال بهزيمة فيدرير في خمس مجموعات ليفوز بلقب الجراند سلام الأول له على الملاعب الصلبة،  مما جعله أول أسباني في التاريخ يفوز في بطولة أستراليا المفتوحة، ورابع لاعب كرة مضرب، بعد جيمي كونورز، ماتس فيلاندر، والاميركي اندريه اغاسي يفوز بلقب جراند سلام على ثلاثة نماذج مختلفة من الأسطح (وسيكون متبوعا بواسطة الخامس روجر فيدرير، بعد فوز فيدرير في بطولة فرنسا المفتوحة في نفس العام). كما جعل هذا الفوز نادال أول لاعب تنس من الرجال يحوز ثلاثة القاب جراند سلام على ثلاثة أسطح مختلفة في نفس الوقت.

## روتردام
ثم لعب نادال بطولة ايه بي ان أمرو العالمية لكرة المضرب في روتردام. وفي المباراة النهائية، خسر أمام موراي المصنف الثاني في ثلاث مجموعات. وخلال المباراة النهائية، دعا نادال أخصائي العلاج الطبيعي للحضور بسبب وجود مشكلة في وتر ركبته اليمنى والتي أثرت على قدرته على اللعب خصوصا في المجموعة الأخيرة.

## كأس ديفيز
في مارس، ساعد نادال في فوز إسبانيا على منتخب صربيا في كأس ديفيز ضمن المجموعة العالمية الدور الأول على الملاعب الترابية في إسبانيا. حيث هزم نادال يانكو تيبساريفيتش 6-1 و 6-0 و 6-2، والصربي نوفاك دجوكوفيتش 6-4 و 6-4 و 6-1. وقد كان الفوز على المصنف عالميا رقم 3 دجوكوفيتش هو الفوز الثاني عشر على التوالي في بطولة كأس ديفيز فردي، حيث عزز الفوز سجل الفوز والخسارة بمسيرته ضد دجوكوفيتش إلى 11-4، بما فيها 6-0 على الملاعب الترابية.

## إنديان ويلز
فاز نادال بلقب الماسترز الثالث عشر في سلسلة بطولات 1000 نقطة. وفي الجولة الرابعة، حصل نادال على خمس نقاط قبل أن يتغلب على الأرجنتيني ديفيد نالبانديان للمرة الأولى. وقد هزم نادال خوان مارتن ديل بوترو في الدور ربع النهائي والأمريكي أندي روديك في الدور نصف النهائي قبل أن يتغلب على موراي في المباراة النهائية.

## ميامي
وقد كان الحدث القادم لجولة لاعبي التنس المحترفين هو ميامي ماسترز 2009. حيث قام رفائيل نادال بالعمل الجاد ليفوز 7-6 (2)، 7-6 (4) على السويسري المصنف رقم 16 ستانسيلاس فافرينكا مساء يوم الثلاثاء للوصول إلى الدور ربع النهائي. حيث حصل نادال على ثلاث نقاط قبل أن يخسر في الدور ربع النهائي أمام ديل بوترو 6-4 و 3-6 و 7-6 (3) بعد تفوق نادال 3-0 في المجموعة الأخيرة. وكانت هذه هي المرة الأولى التي يقوم فيها ديل بوترو بهزيمة نادال في خلال خمس مباريات جمع اللاعبين.

## مونتي كارلو
بدأ نادال الموسم الأوروبي على الملاعب الترابية ببطولة مونتي كارلو 2009 للماسترز، حيث فاز للمرة الخامسة على التوالي بلقب الفردي.
حيث هزم البريطاني أندي موراي في الدور نصف النهائي 6-2 و 7-6، وهزم الصربي نوفاك دجوكوفيتش 6-3 و 2-6 و 6-1 في المباراة النهائية ليكون الرجل الوحيد الذي يفوز بهذه البطولة 5 مرات متتالية وهو رقم قياسي في العصر المفتوح. ليتساوى مع روجر فيدرير على عدد ألقاب بطولات الماسترز لجولة لاعبي التنس المحترفين العالمية 1000 مع كون هذا لقبه الرابع عشر خلف الاميركي أندريه أغاسي الذي سجل 17 لقب بجولة لاعبي التنس المحترفين العالمية 1000 للماسترز. ونادال هو أول لاعب من الذكور يفوز بنفس بطولة لاعبي التنس المحترفين للماسترز لمدة 5 سنوات متتالية.

## برشلونة
تنافس نادال في حدث للاعبي التنس المحترفين في برشلونة 500 نقطة، ساعيا للفوز باللقب الخامس على التوالي هناك. وبعد حصوله على نقطة الدور الأول، واجه نادال فريدريكو جيل في الدور الثاني، حيث هزمه 6-2 و 6-2. وفي الدور الثالث قام نادال بهزيمة البلجيكي كريستوف روشو 6-2 و 6-0. وفي الدور ربع النهائي، كان من المقرر أن يواجه نادال الأرجنتيني ديفيد نالبانديان، ولكن بسبب اصابة في الفخذ، انسحب نالبانديان، وبالتالي تأهل نادال إلى الدور قبل النهائي عن طريق انتصار سهل. وفي الدور نصف النهائي فاز نادال على الروسي نيكولاي دافيدينكو 6-3 و 6-2، وتقدم للنهائي الخامس له على التوالي حيث واجه ديفيد فيرير في تكرار لنهائي بطولة النسخة السابقة 2008. وقد تمكن نادال من الفوز على فيرير 6-2 و 7-5 ليسجل بذلك 5 انتصارات متتالية مذهلة في برشلونة التي يعود تاريخها إلى عام 2005 ليرفع رصيده إلى 5 في برشلونة.

## روما
عاد نادال إلى روما حيث هُزم أمام الأسباني خوان كارلوس فيريرو في عام 2008. وبعد حصوله على نقطة الدور الأول، استهل نادال اللعب ضد اندرياس سيبي في الجولة الثانية، حيث هزمه 6-2 و 6-3. وفي الجولة الثالثة، قام بسحق روبن سودرلينغ السويدي 6-1، 6-0. وعلى الرغم من حصول سودرلينغ على خمس فرص لكسر النقاط في المجموعة الأولى، إلا أن نادال فرض الأرسال وبدوره حطم فرص السويدي ست مرات من ثمانية خلال المباراة التي استمرت ساعة واحدة و 24 دقيقة. وقد تمكن سودرلينغ من الحصول على إجمالي 11 نقطة فقط في المجموعة الثانية سبعة منها جاءت من الإرسال في المباراة النهائية. وقد هزم نادال مواطنه فرناندو فيرداسكو في ربع النهائي بنتيجة 6-3، 6-3 ليحسن سجله ضد فيرداسكو ل8-0. وقد واجه فرناندو غونزاليز في الدور نصف النهائي وفاز 6-3، 6-3. وفي المباراة النهائية واجه الصربي نوفاك دجوكوفيتش، وبعد اللعب الرائع من كليهما، فاز رافا بثلاث مجموعات متتالية 7-6 (2) و 6-2، لتحسين سجله العام ل13-4 وعلى الملاعب الترابية ل8-0 ضد اللاعب الصربي. وأصبح أول لاعب في التاريخ يفوز بأربعة ألقاب بروما. ومع هذا الفوز، فنادال الآن على بعد لقبين من بطولة لاعبي التنس المحترفين للماسترز 1000، عن الرقم القياسي للأميركي أندريه أغاسي (17) وخلف روجر فيدرير (16).

## مدريد
شارك نادال في بطولة مدريد المفتوحة. وبعد حصوله على نقطة الدور الأول، فاز نادال بسهولة على يورجن ميلتسر 6-3 و 6-1 أمام جماهير وطنه مع وجود 3 اخطاء فقط خلال المباراة. وفي الدور الثالث، كان من المقرر أن يواجه فيليب كولشرايبر، ولكن بسبب اصابة في الساق، انسحب كولشرايبر، وبالتالي تأهل نادال إلى الدور ربع النهائي عن طريق انتصار سهل. حيث قام نادال بهزيمة فرناندو فيرداسكو 6-4 و 7-5 في الدور ربع النهائي. وفي المجموعة الثانية ضد فيرداسكو، كان نادال متأخرا 4-0 لكنه تعافى بشكل جيد ليفوز بالمجموعة 7-5. وفي الدور نصف النهائي فاز نادال على نوفاك دجوكوفيتش 3-6 و 7-6 (5) و 7-6 (9) الذي عاد لتوه من كسر في المجموعة الثالثة وفاز في الشوط الفاصل 11-9، حيث حصد ثلاث نقاط حاسمة للمباراة. وقد كان أول شوط فاصل في المجموعة الثالثة يلعبه نادال على الملاعب الترابية منذ خسارته أمام نيكولاس لابينتي في باشتاد في 11 تموز 2003. ولم يكن الانتصار فقط ولكن أيضا أطول مباراة 2 من 3 مجموعات في العصر المفتوح. -4 ساعات ودقيقتان- (لاحقاً كُسر هذا الرقم في عام 2012). في المباراة النهائية، خسر نادال أمام روجر فيدرير 4-6 و 4-6. وكانت هذه هي المرة الأولى التي كان يخسر فيها نادال أمام فيدرير منذ الدور نصف النهائي من بطولة كأس الماسترز للتنس 2007.

## التأهل لنهائيات الجولة العالمية
في يوم الثلاثاء، 19 مايو، أعلن اتحاد لاعبي التنس للمحترفين العالمي أن نادال كان أول لاعب من أصل ثمانية يتأهل لنهائيات جولة رابطة المحترفين 2009 التي ستقام للمرة الأولى في لندن.

## فرنسا المفتوحة
بفوزه على الأسترالي ليتون هيويت في الجولة الثالثة من بطولة فرنسا المفتوحة 2009، حقق نادال (2005-09 بطولة فرنسا المفتوحة) رقما قياسيا ب31 انتصارا متتاليا في بطولة رولان جاروس، محطما الرقم القياسي السابق البالغ 28 بواسطة السويدي بيورن بورج (1978-81 بطولة فرنسا المفتوحة). وكان نادال قد فاز ب32 مجموعة على التوالي في رولان جاروس (منذ فوزه بآخر مجموعتين في نهائي بطولة فرنسا المفتوحة 2007 ضد فيدرير)، وثاني أطول سلسلة انتصارات في تاريخ البطولة خلف السويدي بيورن بورغ الذي سجل 41 مجموعة متتالية. وقد وصل هذا التواصل إلى نهايته في 31 أيار / مايو 2009 عندما خسر نادال أمام روبن سودرلينغ في الجولة الرابعة. كما أنتصر السويدي 6-2 و 6-7 (2-7) و 6-4 و 7-6 (7-2). وكانت هذه هي الخسارة الأولى لنادال في بطولة فرنسا المفتوحة.

## الإصابة
بعد هزيمته المفاجئة في بطولة رولان جاروس، انسحب نادال من بطولة ايغون التي تلعب تحضيراً لويمبلدون، حيث تم تأكيد أن نادال كان يعاني من التهاب الوتر في كل من ركبتيه. وبعد سفره إلى لندن للتمرين على الملاعب العشبية، لعب نادال مباراتين وديتين في نادي هرلينغام، حيث خسر أمام الأسترالي ليتون هيويت 6-4 و 6-3، وأمام السويسري ستانيسلاس فافرينكا 4-6 و 7-6 و 10-8. وفي يوم 19 يونيو، انسحب نادال من بطولة ويمبلدون عام 2009، مرجعا السبب لاصابته المتكررة في الركبة. حيث كان أول بطل لا يدافع عن اللقب منذ غوران إيفانيسوفيتش في عام 2001. ومضى روجر فيدرير للفوز باللقب، وبالتالي انخفض مرة أخرى تصنيف نادال العالمي إلى رقم 2 في 6 يوليو 2009. وفي وقت لاحق أعلن نادال انسحابه من كأس ديفيز.

## العودة
في 4 أغسطس، أكد توني نادال، عم نادال أنه سيعود للعب في بطولة كأس روجرز في مونتريال. وهناك، وفي أول بطولة له منذ بطولة رولان جاروس، قام نادال بهزيمة ديفيد فيرر وفيليب بيتشنر ليتأهل إلى الدور ربع النهائي. وفي الدور ربع النهائي، خسر أمام خوان مارتن ديل بوترو 7-6 (5)، 6-1. ومع هذه الخسارة تخلى نادال عن رقم 2 لأندي موراي في 17 آب 2009، حيث صُنف خارج الاثنين الكبار لأول مرة منذ 25 يوليو 2005.

## سينسيناتي
وفي سينسيناتي، قام بهزيمة اندرياس سيبي في مباراة عارضتها الأمطار بنتيجة 7-6، 7-6، قبل عودته من هزيمة 4-1 أمام الفرنسي بول هنري ماتيو ليفوز 7-5 و 6-2. وبدا نادال بصورة جيدة في مباراته ضد ماثيو بعد المباريات الخمس الأولى، ولكنه لم يستمر هكذا أمام سيبي، حيث انه لم يشعر بانه قد قدم أفضل ما عنده. ومع ذلك، فكان نادال في شكل لائق مع عدم وجود ألم في الركبة بعد. كما تقدم إلى الدور قبل النهائي بفوزه على التشيكي توماس بيرديتش 6-4 و 7-5، والتقى نوفاك دجوكوفيتش، حيث خسر مرة أخرى (خسر العام الماضي في سينسيناتي في الدور قبل النهائي لدجوكوفيتش)، وهذه المرة 6-1، 6 -4.

## أمريكا المفتوحة
وبدأ نادال بطولة الولايات المتحدة المفتوحة 2009 بشن حملة قوية حيث تغلب على تحدي الفرنسي ريتشارد جاسكيه في الجولة الأولى وفاز 6-2، 6-2، 6-3. وفي الدور الثاني، فاز على نيكولاس كيفر 6-0، 3-6، 6-3، 6-4. ثم قام بهزيمة الأسباني نيكولاس الماجرو 7-5 و 6-4 و 6-4 بسبب اصابة في عضلات البطن للانتقال إلى المتأهلين ال16.
ثم فاز نادال بمباراة الجولة الرابعة على المصنف الثالث عشر جايل مونفيس 6-7 (3)، 6-3، 6-1، 6-3. وفي الدور ربع النهائي، فاز نادال على التشيلي فرناندو جونزاليز 7-6 (4)، 7-6 (2)، 6-0 في المواجهة التي تأخرت بسبب هطول الأمطار. ومع ذلك، ومثل بطولة الولايات المتحدة المفتوحة السابقة، فقد سقط في الدور نصف النهائي، خاسرا هذه المرة من الأرجنتيني خوان مارتن ديل بوترو 2-6 و 2-6 و 2-6. وعلى الرغم من الخسارة، فقد عاد للترتيب رقم 2 بعد خروج أندي موراي المبكر.

## بكين
في بطولة بطولة الصين المفتوحة للتنس 2009, خسر نادال في الدور نصف النهائي أمام اللاعب الكرواتي مارين سيليتش.

## شانغهاي
في بطولة شنغهاي 2009, وصل نادال للمباراة النهائية، لكنه انهزم أمام اللاعب الروسي نيكولاي دافيدينكو.

## باريس
خسر نادال في الدور نصف النهائي في بطولة باريس للماسترز 2009 ضد المصنف الثالث عالمياً نوفاك دجوكوفيتش.

## نهائيات الجولة العالمية
في نهائيات جولة رابطة محترفي كرة المضرب، خسر نادال مبارياته الثلاثة ضد روبن سودرلينغ, والروسي نيكولاي دافيدينكو والصربي نوفاك دجوكوفيتش على التوالي دون أن يفوز بأي مجموعة.

## نهائي كأس ديفيز
في ديسمبر، شارك نادال في نهائي كأس ديفيز الثاني في مسيرته، هزم التشيكي توماس بيرديتش رقم 2 في التشيك وأعطى النقطة الأولى لإسبانيا وفي النهاية فازت إسبانيا في البطولة وكان هذا هو الفوز الرابع عشر للمنتخب الأسباني 13 منه على الملاعب الرملية.